# Istoryčnyj muzej (stanice metra v Charkově)
Istoryčnyj muzej (ukrajinsky Історичний музей), v doslovném překladu Historické muzeum je přestupní stanice charkovského metra na Saltivské lince.
Je to přestupní stanice na Cholodnohirsko-Zavodskou linku vestibulem do stanice Majdan Konstytuciji.

## Charakteristika
Stanice je trojlodní, obklad pilířů je z bílého mramoru a stanice je obložena hnědým mramorem pocházející z okolí Chustu.
V prostřední části stanice se nachází schodiště vedoucí dolů do stanice Majdan Konstytuciji.
Stanice má jeden vestibul, vestibul má tři východy, ústící na Náměstí konstituce, Sumskou ulici a Universytskou ulici. Vestibul je s nástupištěm propojen eskalátorem.